# حزقيال كارلوس فيلاسكو بيريز
حزقيال كارلوس فيلاسكو بيريز (بالإسبانية: Juan Carlos Velasco Pérez)‏ هو سياسي مكسيكي، ولد في 3 أغسطس 1952 في ميتشواكان في المكسيك. حزبياً، نشط في الحزب الثوري المؤسساتي. وقد انتخب عضو مجلس النواب المكسيك.